# Agent nerviós
Un agent nerviós o gas nerviós és una classe de compost orgànic químic que conté àcid fosfòric (organofosfats) capaç de col·lapsar el mecanisme mitjançant el qual el sistema nerviós envia missatges als òrgans del cos. Aquest col·lapse és causat pel bloqueig d'un enzim (Acetilcolinesterasa) que normalment disminueix l'activitat de l'acetilcolina que és un neurotransmissor; quan es bloqueja aquest enzim augmenta de manera descontrolada l'activitat de l'acetilcolina, la qual origina espasmes musculars que poden causar la mort. Com armes químiques els agents nerviosos estan classificats com arma de destrucció massiva per les Nacions Unides d'acord amb la Resolució 687 i la seva producció i emmagatzematge està prohibit per la Convenció sobre Armes Químiques de 1993, convenció que es va fer oficial el 29 d'abril de 1997.

## Classes
Hi ha dues classes principals d'agents nerviosos. Els membres de les dues classes comparteixen propietats similars i els dos un nom comú (com sarín).

### Sèries G

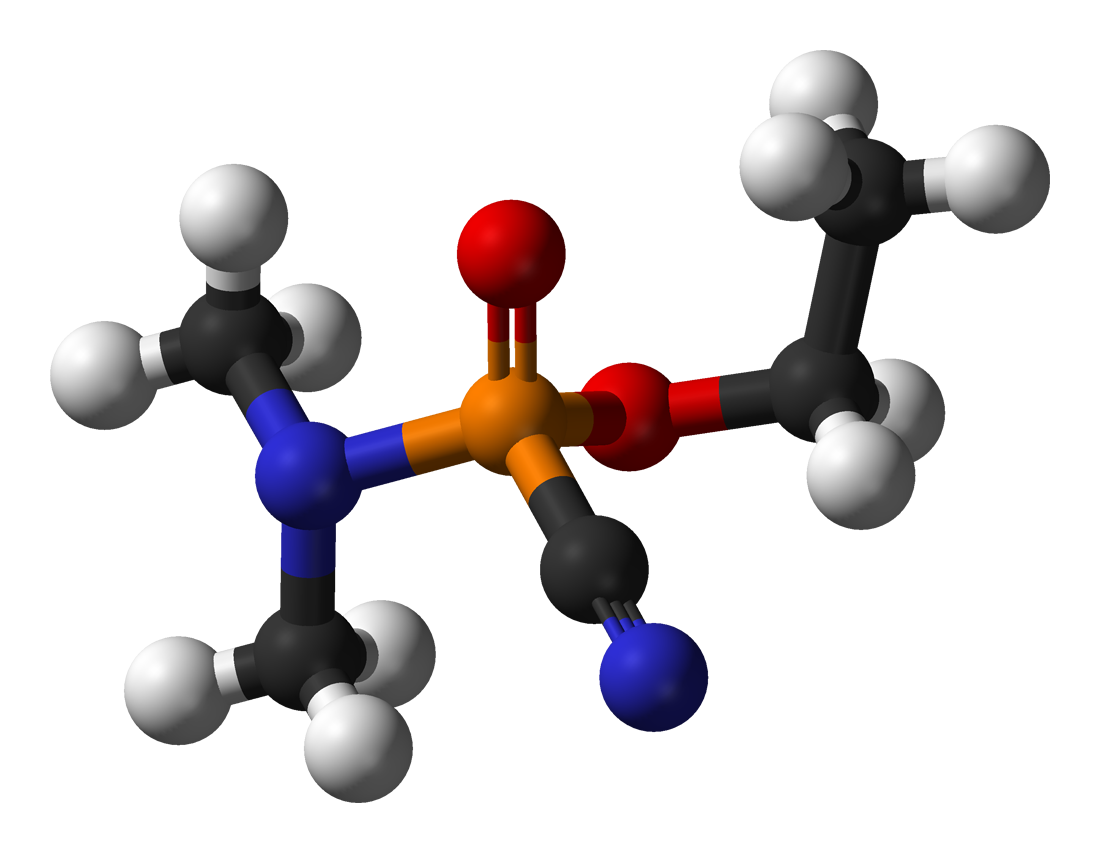
Forma química de l'agent nerviós tabun, el primer que es va sintetitzar

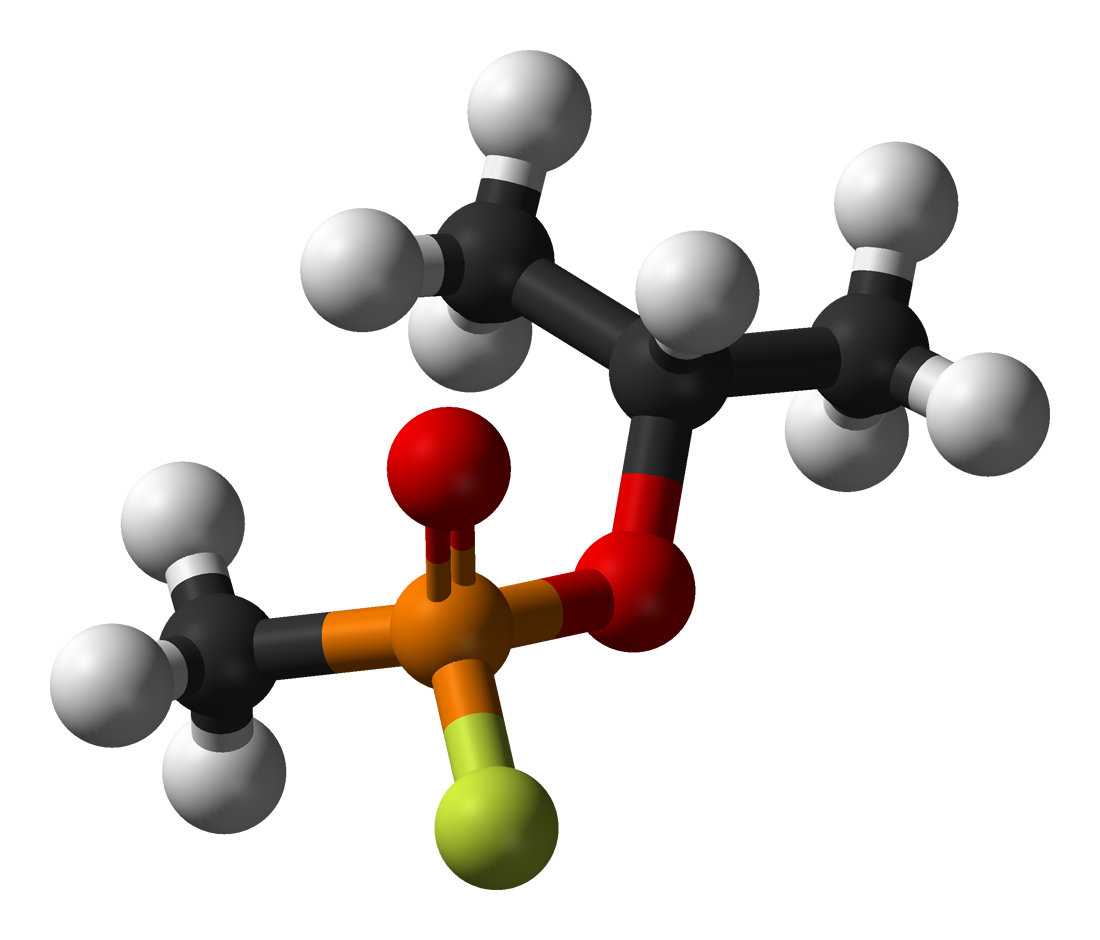
Forma química de l'agent nerviós sarín

Les sèries G (G-series) porten aquesta lletra perquè van ser sintetitzats pels alemanys (germànics). Són no persistents. Tots ells van ser sintetitzats durant la Segona Guerra Mundial o poc després dirigits pel Dr. Gerhard Schrader (més tard treballà per IG Farben).
El tabun va ser sintetitzat el 1936, GB (gas sarín) va ser descobert el 1939, seguit per GD (soman) el 1944 i finalment el GF (ciclosarín) el 1949. GB va ser l'únic utilitzat pels Estats Units com a munició 

### Sèries V

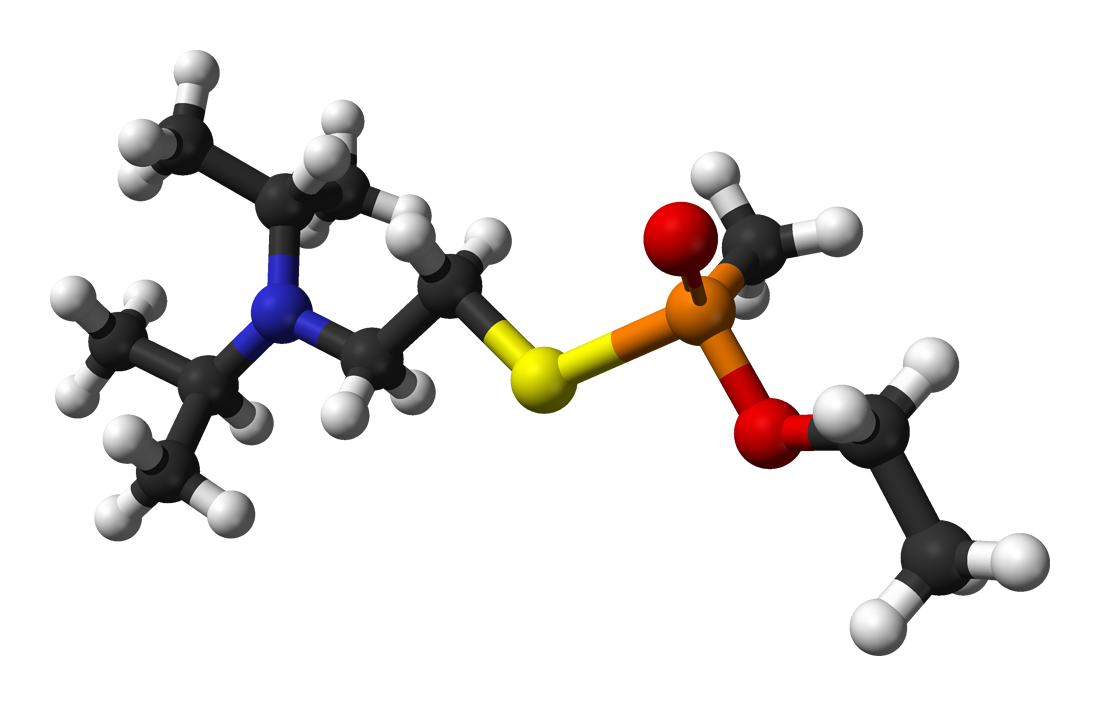
Forma química de l'agent nerviós VX

El Dr. Ranajit Ghosh, un químic dels laboratoris d'Imperial Chemical Industries (ICI) investigava sobre una classe de compostos organofosfat i va veure que eren insecticides força efectius però es va comprovar que eren massa tòxics i van passar a ser armes químiques, essent VX la més coneguda d'entre aquesta sèrie. Tots són agents persistents, cosa que vol dir que no es degraden en l'aigua fàcilment i, per tant, romanen en els vestits i altres superfícies durant llargs períodes. VX és l'únic de la seva sèrie usat com munició pels Estats Units.

### Agents Novichok
Els agents Novichok (del rus:"nouvingut") són una sèrie de compostos organofosfats desenvolupats a la Unió Soviètica des de la meitat de la dècada de 1960 fins a la dècada de 1990. L'objectiu era fer armes químiques altament mortals que eren desconegudes a Occident.

### Insecticides
Un gran nombre d'insecticides, les fenotiazines, organofosfats com dichlorvos, malathion i parathion, són agents nerviosos. La preocupació és pels seus efectes a llarg termini i els efectes en els treballadors de les plantes de la seva fabricació i en els agricultors. En alguns llocs del món la seva ingestió és el mètode preferit per suïcidar-se.

## Disseminació
Existeixen diversos mètodes per a la difusió d'agents nerviosos en el camp de batalla. Aquests inclouen municions sense control d'aerosol, generació de fum, difusió d'explosius, atomitzadors, humidificadors i nebulitzadors. El mètode elegit dependrà de la naturalesa física de l'agent nerviós que es faci servir, la naturalesa de l'objectiu, i el nivell de complexitat a què es pugui arribar.